# Адріан Верхотурський
Адріан Верхотурський (Медведєв, † поч. 20-го ст., с. Киртомка, Верхотурський район, Свердловська область, Росія) — російський праведник та старець, монах пустельник зі Сибіру. Засновник Киртомської пустині. Монах смиренного життя, провів декілька років на святій горі Афон де отримав благословення повернутися до Росії, щоби саме тут посвятити Богу чернечі труди.
Киртомська пустинь, яку заснував Адріан знаходилась за 120 верст від Верхотур'я в густих лісах. Щоденний побут пустині був дуже суворим. Було прийнято не вкушати до 12 годин, трапеза була найпростіша, хліб подавався тільки житній, чай найдешевший — цегельний; цукор не видавався. Служби здійснювалися строго по церковному уставу, читання і спів були чинними, неспішними.
Смерть смиренного старця Адріана гаряче оплакувалася братією, яка могла повчитися у нього і смертної години. Цей монах, як жив, так і помер подвижницьки: при безмірній слабості тілесній духом був бадьорим і приймав відвідувачів навіть у свій останній день; жартував і був веселим до самої хвилини як прочитав канон про вихід душі.
Послушником старця Адріана був, згодом преподобний, Іван Кевролєтін, який в 1894 році прийшов в Киртомську пустинь ще 19-річним юнаком, вирішивши спробувати себе в чернечому житті. Сам покірливий Адріанів послушник Іван теж з часом став великим старцем Ігнатієм (в схимі Йоаном) — пастирем землі Уральської в епоху безбожництва. У 2001 році вихованець Адріана, Йоан Кєвролєтін був прирахований до лику святих. Його смертна година була дуже подібною до його наставника старця Адріана.